# Lista de cônjuges de líderes nacionais nascidos no exterior
Esta é uma lista de cônjuges de líderes nacionais nascidos no exterior. Estão incluídos cônjuges ou parceiros que usam o título de "Primeira-dama" ou "Primeiro-cavalheiro" de uma nação, sejam eles cônjuges de um presidente, primeiro-ministro ou outro líder nacional. Alguns países que têm presidente e primeiro-ministro incluíram apenas o cônjuge considerado do líder nacional.
Os cônjuges não foram incluídos se nasceram em uma colônia que se tornaria um Estado independente (por exemplo, Nova Espanha formando nações independentes na América Latina), países que mudaram de nome (Alto Volta para Burquina Fasso) ou países que se separaram (cônjuges de antigos países soviéticos nascidos em outra república soviética). Consortes reais e cônjuges de representantes de vice-reinado (governadores-gerais) não estão incluídos.
| Nome                             | País                            | Cônjuge                        | Cargo                 | País de nascimento                                 | Duração do mandato                         |
| -------------------------------- | ------------------------------- | ------------------------------ | --------------------- | -------------------------------------------------- | ------------------------------------------ |
| Rula Ghani                       | Afeganistão                     | Ashraf Ghani                   | Presidente            | Líbano                                             | 2014–2021                                  |
| Graça Machel                     | África do Sul                   | Nelson Mandela                 | Presidente            | Moçambique Português (atual Moçambique)            | 1998–1999                                  |
| Rut Brandt                       | Alemanha                        | Willy Brandt                   | Chanceler             | Noruega                                            | 1969–1974                                  |
| Juana del Pino y Vera Mujica     | Argentina                       | Bernardino Rivadavia           | Presidente            | Uruguai                                            | 1826–1827                                  |
| Cipriana de Saenz                | Argentina                       | Luis Sáenz Peña                | Presidente            | Uruguai                                            | 1892–1895                                  |
| Emily Henry de la Plaza          | Argentina                       | Victorino de la Plaza          | Presidente            | Reino Unido ( Escócia)                             | 1914–1916                                  |
| Regina Pacini                    | Argentina                       | Marcelo Torcuato de Alvear     | Presidente            | Reino de Portugal                                  | 1922–1928                                  |
| Bettina Gorton                   | Austrália                       | John Gorton                    | Primeiro-ministro     | Estados Unidos                                     | 1968–1971                                  |
| Annita van Iersel                | Austrália                       | Paul Keating                   | Primeiro-ministro     | Países Baixos                                      | 1991–1996                                  |
| Margie Abbott                    | Austrália                       | Tony Abbott                    | Primeiro-ministro     | Nova Zelândia                                      | 2013–2015                                  |
| Margit Fischer                   | Áustria                         | Heinz Fischer                  | Presidente            | Suécia                                             | 2004–2016                                  |
| Carolyn Plaskett                 | Barbados                        | Errol Barrow                   | Primeiro-ministro     | Estados Unidos                                     | 1966–1976, 1986–1987                       |
| Mara Thompson                    | Barbados                        | David Thompson                 | Primeiro-ministro     | Santa Lúcia                                        | 2008–2010                                  |
| Celie Verbeke                    | Bélgica                         | Jean-Luc Dehaene               | Primeiro-ministro     | Estados Unidos                                     | 1992–1999                                  |
| Chris Stone                      | Bélgica                         | Sophie Wilmès                  | Primeiro-ministro     | Austrália                                          | 2019–2020                                  |
| Virginia Gillum                  | Bolívia                         | Jorge Quiroga                  | Presidente            | Estados Unidos                                     | 2001–2002                                  |
| Héctor Hincapié Carvajal         | Bolívia                         | Jeanine Áñez                   | Presidente            | Colômbia                                           | 2019–2020                                  |
| Ruth Williams Khama              | Botswana                        | Seretse Khama                  | Presidente            | Reino Unido ( Inglaterra)                          | 1966–1980                                  |
| Gladys Olebile Masire            | Botswana                        | Quett Masire                   | Presidente            | União Sul-Africana (atual África do Sul)           | 1980–1998                                  |
| Chantal Compaoré                 | Burquina Fasso                  | Blaise Compaoré                | Presidente            | Costa do Marfim                                    | 1987–2014                                  |
| Sika Bella Kaboré                | Burquina Fasso                  | Roch Marc Christian Kaboré     | Presidente            | Togo                                               | 2015–2022                                  |
| Lígia Fonseca                    | Cabo Verde                      | Jorge Carlos Fonseca           | Presidente            | Moçambique Português (atual Moçambique)            | 2011–2021                                  |
| Mila Mulroney                    | Canadá                          | Brian Mulroney                 | Primeiro-ministro     | Iugoslávia (atual Bósnia e Herzegovina)            | 1984–1993                                  |
| Enriqueta Pinto                  | Chile                           | Manuel Bulnes                  | Presidente            | Argentina                                          | 1841–1851                                  |
| Lila Irene Clerides              | Chipre                          | Glafcos Clerides               | Presidente            | Índia britânica (atual Índia)                      | 1974, 1993–2003                            |
| Mimi Kyprianou                   | Chipre                          | Spyros Kyprianou               | Presidente            | Grécia                                             | 1977–1988                                  |
| Cecilia Arboleda Mosquera        | Colômbia                        | Jorge Holguín                  | Presidente            | França                                             | 1909, 1921–1922                            |
| Bertha Puga Martínez             | Colômbia                        | Alberto Lleras Camargo         | Presidente            | Chile                                              | 1958–1962                                  |
| Cecilia de la Fuente Cortés      | Colômbia                        | Carlos Lleras Restrepo         | Presidente            | Espanha                                            | 1966–1970                                  |
| Carolina Isakson Proctor         | Colômbia                        | Virgilio Barco Vargas          | Presidente            | Estados Unidos                                     | 1986–1990                                  |
| Franziska Donner                 | Coreia do Sul                   | Syngman Rhee                   | Presidente            | Áustria-Hungria (atual Áustria)                    | 1948–1960                                  |
| Dominique Ouattara               | Costa do Marfim                 | Alassane Ouattara              | Presidente            | Argélia francesa (atual Argélia)                   | 2011–atualmente                            |
| Sofía Matilde Joy Redman         | Costa Rica                      | José María Castro Madriz       | Presidente            | Reino Unido ( Inglaterra)                          | 1859–1863                                  |
| Elena Gallegos Rosales           | Costa Rica                      | Julio Acosta García            | Presidente            | El Salvador                                        | 1920–1924                                  |
| Yvonne Clays Spoelders           | Costa Rica                      | Rafael Ángel Calderón Guardia  | Presidente            | Bélgica                                            | 1940–1944                                  |
| Henrietta Boggs                  | Costa Rica                      | José Figueres Ferrer           | Presidente            | Estados Unidos                                     | 1948–1949                                  |
| Karen Olsen Beck                 | Costa Rica                      | José Figueres Ferrer           | Presidente            | Dinamarca                                          | 1970–1974                                  |
| Marjorie Elliott Sypher          | Costa Rica                      | Daniel Oduber Quirós           | Presidente            | Canadá                                             | 1974–1978                                  |
| Gloria Bejarano Almada           | Costa Rica                      | Rafael Ángel Calderón Fournier | Presidente            | México                                             | 1990–1994                                  |
| José María Rico                  | Costa Rica                      | Laura Chinchilla               | Presidente            | Espanha                                            | 2010–2014                                  |
| Mercedes Peñas Domingo           | Costa Rica                      | Luis Guillermo Solís           | Presidente            | Espanha                                            | 2014–2018                                  |
| Signe Zeikate                    | Costa Rica                      | Rodrigo Chaves Robles          | Presidente            | Letónia                                            | 2022–atualmente                            |
| Stephen Kinnock                  | Dinamarca                       | Helle Thorning-Schmidt         | Primeiro-ministro     | Reino Unido ( País de Gales)                       | 2011–2015                                  |
| Sólrun Løkke Rasmussen           | Dinamarca                       | Lars Løkke Rasmussen           | Primeiro-ministro     | Ilhas Faroe (condado constituinte da Dinamarca)    | 2009–2011, 2015–2019                       |
| Vanda Pignato                    | El Salvador                     | Mauricio Funes                 | Presidente            | Brasil                                             | 2009–2014                                  |
| Ana Paredes Arosemena            | Equador                         | Eloy Alfaro                    | Presidente            | República de Nova Granada (atual Panamá)           | 1906–1911                                  |
| Corina del Parral                | Equador                         | José María Velasco Ibarra      | Presidente            | Argentina                                          | 1944–1947, 1952–1956, 1960–1961, 1968–1972 |
| Alicia Pizzimbono                | Equador                         | Alfredo Poveda                 | Presidente            | Argentina                                          | 1976–1979                                  |
| María Eugenia Cordovez           | Equador                         | León Febres Cordero            | Presidente            | Peru                                               | 1984–1988                                  |
| Josefina Villalobos              | Equador                         | Sixto Durán Ballén             | Presidente            | Estados Unidos                                     | 1992–1996                                  |
| Anne Malherbe Gosselin           | Equador                         | Rafael Correa                  | Presidente            | Bélgica                                            | 2007–2017                                  |
| Iris Falcam                      | Estados Federados da Micronésia | Leo Falcam                     | Presidente            | Estados Unidos                                     | 1999–2003                                  |
| Louisa Adams                     | Estados Unidos                  | John Quincy Adams              | Presidente            | Reino da Grã-Bretanha ( Inglaterra)                | 1825–1829                                  |
| Melania Trump                    | Estados Unidos                  | Donald Trump                   | Presidente            | Iugoslávia (atual Eslovénia)                       | 2017–2021, 2025–atualmente                 |
| Regina Abelt                     | Etiópia                         | Negasso Gidada                 | Presidente            | Alemanha Ocidental (atual Alemanha)                | 1995–2001                                  |
| Penelope Fillon                  | França                          | François Fillon                | Primeiro-ministro     | Reino Unido ( País de Gales)                       | 2007–2012                                  |
| Carla Bruni                      | França                          | Nicolas Sarkozy                | Presidente            | Itália                                             | 2008–2012                                  |
| Edith Lucie Bongo                | Gabão                           | Omar Bongo                     | Presidente            | República do Congo                                 | 1989–2009                                  |
| Sylvia Bongo Ondimba             | Gabão                           | Ali Bongo Ondimba              | Presidente            | França                                             | 2009–2023                                  |
| Fathia Nkrumah                   | Gana                            | Kwame Nkrumah                  | Presidente            | Egito                                              | 1960–1966                                  |
| Mildred Christina Akosiwor Fugar | Gana                            | Joseph Arthur Ankrah           | Presidente            | Congo Belga (atual República Democrática do Congo) | 1966–1969                                  |
| Sandra Roelofs                   | Geórgia                         | Mikheil Saakashvili            | Presidente            | Países Baixos                                      | 2008–2013                                  |
| Algeria Benton de Reyna          | Guatemala                       | José María Reina Barrios       | Presidente            | Estados Unidos                                     | 1892–1898                                  |
| Elisa Martínez Contreras         | Guatemala                       | Juan José Arévalo              | Presidente            | Argentina                                          | 1945–1951                                  |
| Maria Cristina Vilanova          | Guatemala                       | Jacobo Árbenz                  | Presidente            | El Salvador                                        | 1951–1954                                  |
| Elsa Cirigliano                  | Guatemala                       | Fernando Romeo Lucas García    | Presidente            | Venezuela                                          | 1978–1982                                  |
| Patricia Escobar                 | Guatemala                       | Álvaro Arzú                    | Presidente            | El Salvador                                        | 1996–2000                                  |
| Lauriane Doumbouya               | Guiné                           | Mamady Doumbouya               | Presidente            | França                                             | 2021–atualmente                            |
| Janet Jagan                      | Guiana                          | Cheddi Jagan                   | Presidente            | Estados Unidos                                     | 1992–1997                                  |
| Mildred Trouillot                | Haiti                           | Jean-Bertrand Aristide         | Presidente            | Estados Unidos                                     | 2001–2004                                  |
| Sophia Martelly                  | Haiti                           | Michel Martelly                | Presidente            | Estados Unidos                                     | 2011–2016                                  |
| Bessie Watson                    | Honduras                        | Carlos Roberto Reina           | Presidente            | Estados Unidos                                     | 1994–1998                                  |
| Mary Flake de Flores             | Honduras                        | Carlos Roberto Flores          | Presidente            | Estados Unidos                                     | 1998–2002                                  |
| Aguas Santas Ocaña Navarro       | Honduras                        | Ricardo Maduro                 | Presidente            | Espanha                                            | 2002–2006                                  |
| Lucy Kurtz                       | Irlanda                         | Douglas Hyde                   | Presidente            | Alemanha                                           | 1938–1945                                  |
| Máirín Uí Dhálaigh               | Irlanda                         | Cearbhall Ó Dálaigh            | Presidente            | Índia britânica (atual Índia)                      | 1974–1976                                  |
| Nicholas Robinson                | Irlanda                         | Mary Robinson                  | Presidente            | Países Baixos                                      | 1990–1997                                  |
| Martin McAleese                  | Irlanda                         | Mary McAleese                  | Presidente            | Reino Unido ( Irlanda do Norte)                    | 1997–2011                                  |
| Janaki Venkataraman              | Índia                           | Ramaswamy Venkataraman         | Presidente            | Birmânia Britânica (atual Myanmar)                 | 1987–1992                                  |
| Sonia Gandhi                     | Índia                           | Rajiv Gandhi                   | Primeiro-ministro     | Itália                                             | 1984–1989                                  |
| Usha Narayanan                   | Índia                           | K. R. Narayanan                | Presidente            | Birmânia Britânica (atual Myanmar)                 | 1997–2002                                  |
| Georgia Björnsson                | Islândia                        | Sveinn Björnsson               | Presidente            | Dinamarca                                          | 1944–1952                                  |
| Dorrit Moussaieff                | Islândia                        | Ólafur Ragnar Grímsson         | Presidente            | Israel                                             | 2003–2016                                  |
| Eliza Reid                       | Islândia                        | Guðni Th. Jóhannesson          | Presidente            | Canadá                                             | 2016–atualmente                            |
| Vera Weizmann                    | Israel                          | Chaim Weizmann                 | Presidente            | Império Russo (atual Rússia)                       | 1949–1952                                  |
| Rachel Yanait Ben-Zvi            | Israel                          | Yitzhak Ben-Zvi                | Presidente            | Império Russo (atual Ucrânia)                      | 1952–1963                                  |
| Rachel Katznelson-Shazar         | Israel                          | Zalman Shazar                  | Presidente            | Império Russo (atual Bielorrússia)                 | 1963–1973                                  |
| Nina Katzir                      | Israel                          | Ephraim Katzir                 | Presidente            | Polônia                                            | 1973–1978                                  |
| Aura Herzog                      | Israel                          | Chaim Herzog                   | Presidente            | Egito                                              | 1983–1993                                  |
| Reuma Weizman                    | Israel                          | Ezer Weizman                   | Presidente            | Reino Unido ( Inglaterra)                          | 1993–2000                                  |
| Sonia Peres                      | Israel                          | Shimon Peres                   | Presidente            | Polônia (atual Ucrânia)                            | 2007–2011                                  |
| Kayoko Hosowaka                  | Japão                           | Morihiro Hosokawa              | Primeiro-ministro     | Manchukuo (atual China)                            | 1993–1994                                  |
| Miyuki Hatoyama                  | Japão                           | Yukio Hatoyama                 | Primeiro-ministro     | China                                              | 2009–2010                                  |
| Andra Levite                     | Letónia                         | Egils Levits                   | Presidente da Letônia | Alemanha Ocidental (atual Alemanha)                | 2019–atualmente                            |
| Rosé Rene Poitieux               | Líbano                          | Fuad Chehab                    | Presidente            | França                                             | 1952, 1958–1964                            |
| Iris Handaly                     | Líbano                          | Suleiman Frangieh              | Presidente            | Egito                                              | 1970–1976                                  |
| Clar Weah                        | Libéria                         | George Weah                    | Presidente da Libéria | Jamaica                                            | 2018–2024                                  |
| Ethel Mutharika                  | Malawi                          | Bingu wa Mutharika             | Presidente            | Rodésia do Sul (atual Zimbabwe)                    | 2004–2007                                  |
| Richard Banda                    | Malawi                          | Joyce Banda                    | Presidente            | Rodésia do Norte (atual Zâmbia)                    | 2012–2014                                  |
| Georgeta Snegur                  | Moldávia                        | Mircea Snegur                  | Presidente            | Romênia                                            | 1990–1997                                  |
| Anastasia Filatova               | Mongólia                        | Yumjaagiin Tsedenbal           | Presidente            | União Soviética (atual Rússia)                     | 1952–1984                                  |
| Isabel Urcuyo                    | Nicarágua                       | Luis Somoza Debayle            | Presidente            | Costa Rica                                         | 1956–1963                                  |
| Hope Portocarrero                | Nicarágua                       | Anastasio Somoza Debayle       | Presidente            | Estados Unidos                                     | 1974–1979                                  |
| Christina Massey                 | Nova Zelândia                   | William Massey                 | Primeiro-ministro     | Austrália                                          | 1912–1925                                  |
| Janet Fraser                     | Nova Zelândia                   | Peter Fraser                   | Primeiro-ministro     | Reino Unido ( Escócia)                             | 1940–1945                                  |
| Peter Davis                      | Nova Zelândia                   | Helen Clark                    | Primeiro-ministro     | Reino Unido ( Inglaterra)                          | 1999–2008                                  |
| Adela Ruiz de Royo               | Panamá                          | Aristides Royo                 | Presidente            | Espanha                                            | 1978–1982                                  |
| Yazmín Colón de Cortizo          | Panamá                          | Laurentino Cortizo             | Presidente            | Porto Rico ( Estados Unidos)                       | 2019–atualmente                            |
| Nahid Mirza                      | Paquistão                       | Iskander Mirza                 | Presidente            | Irã                                                | 1956–1958                                  |
| Nusrat Bhutto                    | Paquistão                       | Zulfikar Ali Bhutto            | Presidente            | Irã                                                | 1971–1973                                  |
| Shafiq Zia                       | Paquistão                       | Muhammad Zia-ul-Haq            | Presidente            | Uganda                                             | 1977–1988                                  |
| Viqar-un-Nisa Noon               | Paquistão                       | Feroz Khan Noon                | Primeiro-ministro     | Áustria                                            | 1957–1958                                  |
| Eliza Lynch                      | Paraguai                        | Francisco Solano López         | Presidente            | Reino Unido (atual Irlanda)                        | 1862–1870                                  |
| Eliane Karp                      | Peru                            | Alejandro Toledo               | Presidente            | França                                             | 2001–2006                                  |
| Pilar Nores de García            | Peru                            | Alan García                    | Presidente            | Argentina                                          | 1985–1990, 2006–2011                       |
| Nancy Lange                      | Peru                            | Pedro Pablo Kuczynski          | Presidente            | Estados Unidos                                     | 2016–2018                                  |
| Maria Piłsudska                  | Polônia                         | Józef Piłsudski                | Presidente            | Lituânia                                           | 1918–1921                                  |
| Elzira Dantas Machado            | Portugal                        | Bernardino Machado             | Presidente            | Império do Brasil (atual Brasil)                   | 1915–1917, 1925–1926                       |
| Clotilde Ngouabi                 | República do Congo              | Marien Ngouabi                 | Presidente            | França                                             | 1969–1972                                  |
| Carmen Quidiello                 | República Dominicana            | Juan Bosch                     | Presidente            | Cuba                                               | 1963                                       |
| Renée Klang de Guzmán            | República Dominicana            | Antonio Guzmán Fernández       | Presidente            | Venezuela                                          | 1978–1982                                  |
| Jeannette Kagame                 | Ruanda                          | Paul Kagame                    | Presidente            | Burundi                                            | 2000–atualmente                            |
| Rose-Marie Belle Antoine         | Santa Lúcia                     | Kenny Anthony                  | Primeiro-ministro     | Trinidad e Tobago                                  | 1997–2006, 2011–2016                       |
| Patricia Mae Mitchell            | São Vicente e Granadinas        | James Fitz-Allen Mitchell      | Primeiro-ministro     | Canadá                                             | 1984–2000                                  |
| Eloise Harris                    | São Vicente e Granadinas        | Ralph Gonsalves                | Primeiro-ministro     | Trinidad e Tobago                                  | 2001–atualmente                            |
| Colette Senghor                  | Senegal                         | Léopold Sédar Senghor          | Presidente            | França                                             | 1960–1980                                  |
| Viviane Wade                     | Senegal                         | Abdoulaye Wade                 | Presidente            | França                                             | 2000–2012                                  |
| Noor Aishah Mohammad Salim       | Singapura                       | Yusof Ishak                    | Presidente            | Malásia                                            | 1965–1970                                  |
| Asma al-Assad                    | Síria                           | Bashar al-Assad                | Presidente            | Reino Unido ( Inglaterra)                          | 2000–atualmente                            |
| Oei Hui-lan                      | Taiwan                          | Wellington Koo                 | Presidente            | Índias Orientais Neerlandesas (atual Indonésia)    | 1926–1927                                  |
| Chiang Fang-liang                | Taiwan                          | Chiang Ching-kuo               | Presidente            | Império Russo (atual Bielorrússia)                 | 1978–1988                                  |
| Christine Chow Ma                | Taiwan                          | Ma Ying-jeou                   | Presidente            | Hong Kong                                          | 2008–2016                                  |
| Kirsty Sword Gusmão              | Timor-Leste                     | Xanana Gusmão                  | Presidente            | Austrália                                          | 2002–2007                                  |
| Joy Aquino Siapno                | Timor-Leste                     | Fernando de Araújo             | Presidente            | Filipinas                                          | 2008                                       |
| Reema Harrysingh-Carmona         | Trinidad e Tobago               | Anthony Carmona                | Presidente            | Estados Unidos                                     | 2013–2018                                  |
| Moufida Bourguiba                | Tunísia                         | Habib Bourguiba                | Presidente            | França                                             | 1957–1961                                  |
| Beatrix Marzouki                 | Tunísia                         | Moncef Marzouki                | Presidente            | França                                             | 2011–2014                                  |
| Siren Ennaceur                   | Tunísia                         | Mohamed Ennaceur               | Presidente            | Noruega                                            | 2019                                       |
| Kateryna Yushchenko              | Ucrânia                         | Viktor Yushchenko              | Presidente            | Estados Unidos                                     | 2005–2010                                  |
| Akshata Murty                    | Reino Unido                     | Rishi Sunak                    | Primeiro-ministro     | Índia                                              | 2022–atualmente                            |
| Matilde Ibáñez Tálice            | Uruguai                         | Luis Batlle Berres             | Presidente            | Argentina                                          | 1947–1951                                  |
| Charlotte Harland Scott          | Zâmbia                          | Guy Scott                      | Presidente            | Reino Unido ( Inglaterra)                          | 2014–2015                                  |
| Sally Mugabe                     | Zimbabwe                        | Robert Mugabe                  | Presidente            | Costa do Ouro (atual Gana)                         | 1987–1992                                  |
| Grace Mugabe                     | Zimbabwe                        | Robert Mugabe                  | Presidente            | União Sul-Africana (atual África do Sul)           | 1996–2017                                  |